# All Gas. No Brake
Albums de Stellar Kart
We Can'T Stand Sitting Down
(2006)
Singles
All Gas. No Brake est le tout premier album du groupe Stellar Kart.

## Liste des titres
| No  | Titre                               | Durée |
| --- | ----------------------------------- | ----- |
| 1.  | Student Driver                      | 2:34  |
| 2.  | Second Chances                      | 2:14  |
| 3.  | Come Back Home                      | 3:58  |
| 4.  | Spending Time                       | 2:50  |
| 5.  | Livin' On A Prayer (Bon Jovi cover) | 3:09  |
| 6.  | A Love Song                         | 4:16  |
| 7.  | Superstar                           | 3:03  |
| 8.  | Life Is Good–                       | 2:32  |
| 9.  | Tree Climber                        | 0:29  |
| 10. | Gone Fishin'                        | 2:42  |
| 11. | Finish Last                         | 3:54  |